# Gymnopilus helvoliceps
Gymnopilus helvoliceps là một loài nấm thuộc họ Cortinariaceae.